# KFNB IIIb 1,2
| KFNB IIIb1,2 kkStB 121 sorozat BBÖ 121 sorozat | KFNB IIIb1,2 kkStB 121 sorozat BBÖ 121 sorozat                   | KFNB IIIb1,2 kkStB 121 sorozat BBÖ 121 sorozat                   |
| ---------------------------------------------- | ---------------------------------------------------------------- | ---------------------------------------------------------------- |
| KFNB IIIb1 115 „TITAN“ 226 später kkStB 121.05 |                                                                  |                                                                  |
| Technikai adatok                               |                                                                  |                                                                  |
| Pályaszám :                                    | KFNB IIIb 1,2 110–161 kkStB 121.01–49 BBÖ 121.01–49 (hézagokkal) | KFNB IIIb 1,2 110–161 kkStB 121.01–49 BBÖ 121.01–49 (hézagokkal) |
| Darabszám::                                    | KFNB: 52 kkStB: 49 BBÖ: 26                                       | KFNB: 52 kkStB: 49 BBÖ: 26                                       |
| Gyártó:                                        | StEG, Strousberg/Hannover, Wr. Neustadt                          | StEG, Strousberg/Hannover, Wr. Neustadt                          |
| Gyártásban:                                    | 1867–1869, 1871–1873                                             | 1867–1869, 1871–1873                                             |
| Selejtezés:                                    | 1926-ig                                                          | 1926-ig                                                          |
|                                                | IIIb1                                                            | IIIb2                                                            |
| Jelleg:                                        | 1B n2                                                            | 1B n2                                                            |
| Hossz:                                         | 8 325 mm                                                         | 8 325 mm                                                         |
| Hossz szerkocsival:                            | 14 520 mm                                                        | 14 520 mm                                                        |
| Magasság:                                      | 4 465 mm                                                         | 4 465 mm                                                         |
| Hajtókerék-átmérő:                             | 1 582 mm                                                         | 1 582 mm                                                         |
| Futókerékátmérő:                               | 1 186 mm                                                         | 1 186 mm                                                         |
| Csatolt kerekek tengelytávolsága:              | 1 594 mm                                                         | 1 594 mm                                                         |
| Össztengelytávolság:                           | 2 477 mm                                                         | 2 477 mm                                                         |
| Tengelytávolság szerkocsival:                  | 10 465 mm                                                        | 10 465 mm                                                        |
| Üres tömeg:                                    | 30,0 t                                                           | 30,0 t                                                           |
| Tapadási tömeg:                                | 23,5 t                                                           | 23,5 t                                                           |
| Szolgálati tömeg:                              | 34,0 t                                                           | 34,0 t                                                           |
| Szolgálati tömeg szerkocsival:                 | 62,3 t                                                           | 62,3 t                                                           |
| Hengerátmérő:                                  | 395 mm                                                           | 395 mm                                                           |
| Dugattyúlöket:                                 | 632 mm                                                           | 632 mm                                                           |
| Csőfűtőfelület:                                | 114,7 m²                                                         | 118,5 m²                                                         |
| Sugárzó fűtőfelület:                           | 7,40 m²                                                          | 7,40 m²                                                          |
| Rostélyfelület:                                | 1,70 m²                                                          | 1,70 m²                                                          |
| Gőznyomás:                                     | 8,6 at                                                           | 10,0 at                                                          |
| Legnagyobb sebesség:                           | 70 km/h                                                          | 70 km/h                                                          |
| Szerkocsi típusa                               | 45                                                               | 45                                                               |
| Vízkészlet:                                    | 9,6 m³                                                           | 9,6 m³                                                           |
| Tüzelőanyagkészlet:                            | 7,1 m³ szén                                                      | 7,1 m³ szén                                                      |

A KFNB IIIb 1,2 sorozat egy személyvonati szerkocsisgőzmozdony-sorozat volt az osztrák Ferdinánd császár Északi vasút (németül Kaiser-Ferdinands-Nordbahn, KFNB)-nál.

## Története
A Steg Mozdonygyár, a hannoveri Bethel Henry Strousberg Mozdonygyár és a Bécsújhelyi Mozdonygyár 1867 és 1873 között 52 db 1B tengelyelrendezésű mozdonyt szállított a KFNB számára. A KFNB a mozdonyokat a KFNB IIIb sorozatba osztotta és a 110-161 pályaszámokat adta nekik. A mozdonyok ezen kívül neveket is kaptak, pl. az első a NORDSTERN-t az utolsó pedig a LEMBERG-et.
A régebbi, rosszabb hatásfokú kazánokat fokozatosan újabbakra cserélték. A még át nem alakított mozdonyokat átsorolták a IIIb 1 sorozatba, az átépítettek pedig a IIIb 2-be kerültek. 1907-ben már csak két átépítetlen mozdony volt a IIIb 1 osztályban.
A mozdonyok többsége Lundenburgban állomásozott és előfogatolták a Zellerndorfi és Grußbach/Schönaui személyvonatokat.
A császári és Királyi Osztrák Államvasutak (kkStB) a KFNB államosítása után a sorozat mozdonyait a kkStB 121 sorozatba osztotta.
Az első világháború után hat mozdony a Lengyel Államvasutakhoz (PKP) került. A többi sorozatba tartozó mozdony az Osztrák Szövetségi Vasutakhoz (Bundesbahnem Österreish, BBÖ) került, ahol 1926-ig selejtezték őket.

## Fordítás
- Ez a szócikk részben vagy egészben  a   KFNB IIIb 1,2 című német Wikipédia-szócikk fordításán alapul.  Az eredeti cikk szerkesztőit annak laptörténete sorolja fel. Ez a jelzés csupán a megfogalmazás eredetét és a szerzői jogokat jelzi, nem szolgál a cikkben szereplő információk forrásmegjelöléseként.

Az eredeti szócikk forrásai szintén itt találhatóak.